# Répát-hegység
A Répát-hegység (románul: Muntii Repat) a Nemere-hegységgel párhuzamosan húzódik Hargita megye és Kovászna megye területén. Határai nyugaton a Kászoni-medence és Kászon-patak völgye, keleten a Nemere-hegység. Legmagasabb pontja a Káposztás-havas (1455 m) a hegység északi részén. A főgerinc további hegyei: Répát-tető (1291 m), Füge-tető (1189 m), Gombás-bérc (1198 m). A Répát-hegység délen hosszan behatol a Felső-háromszéki-medencébe, legdélebbi pontja a Kézdiszentlélek melletti Perkő (737 m).